# Ивайло (село)
Ивайло (болг. Ивайло) — село в Болгарии. Находится в Пазарджикской области, входит в общину Пазарджик. Население составляет 3 110 человек.

## Политическая ситуация
В местном кметстве Ивайло, в состав которого входит Ивайло, должность кмета (старосты) исполняет Ненко Георгиев Гёзов (коалиция в составе 3 партий: ВМРО — Болгарское национальное движение, Союз свободной демократии (ССД), Демократы за сильную Болгарию (ДСБ)) по результатам выборов правления кметства 2007 года.
Кмет (мэр) общины Пазарджик — Тодор Димитров Попов (независимый) по результатам выборов 2007 года в правление общины.

## Галерея

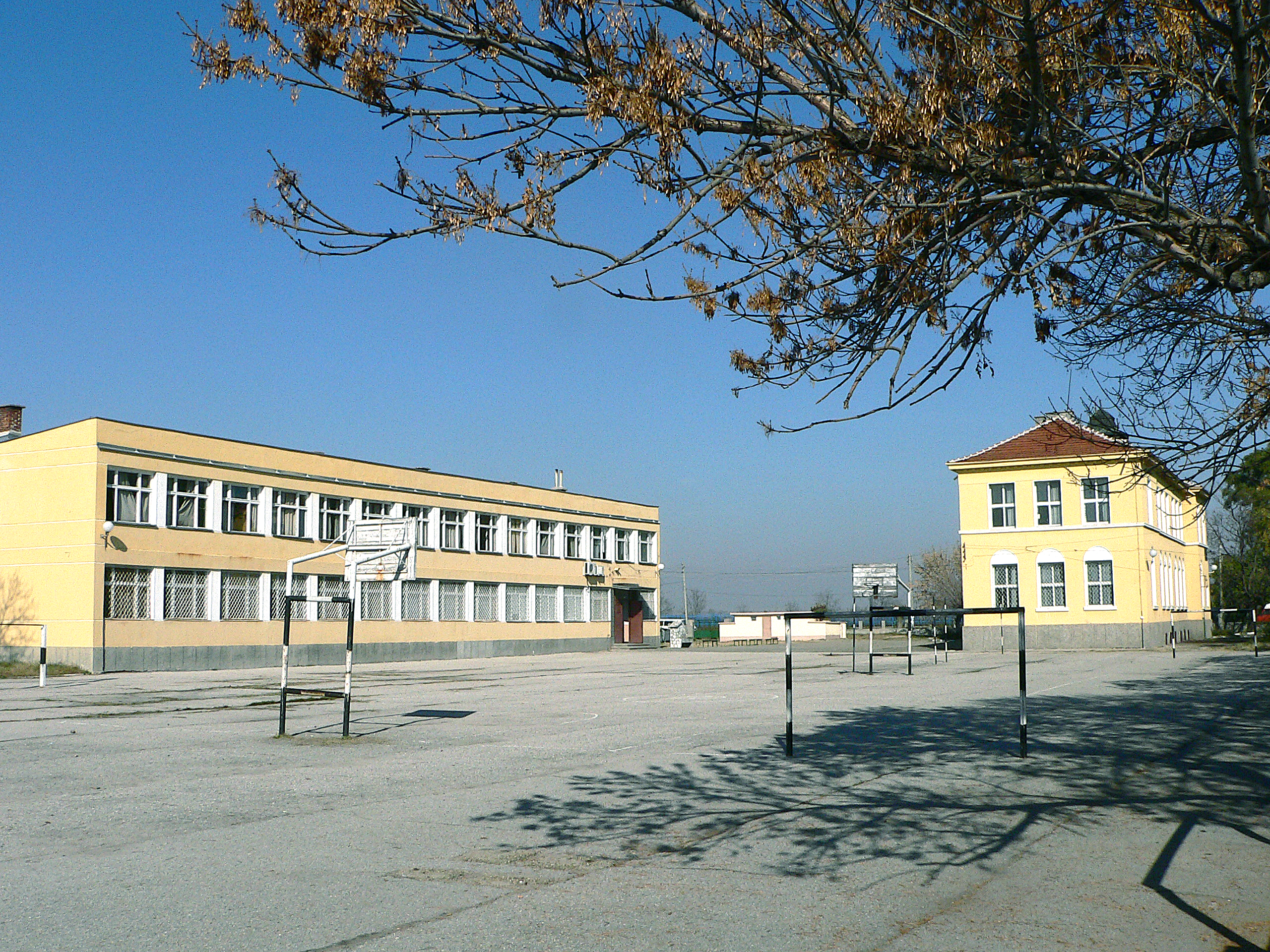
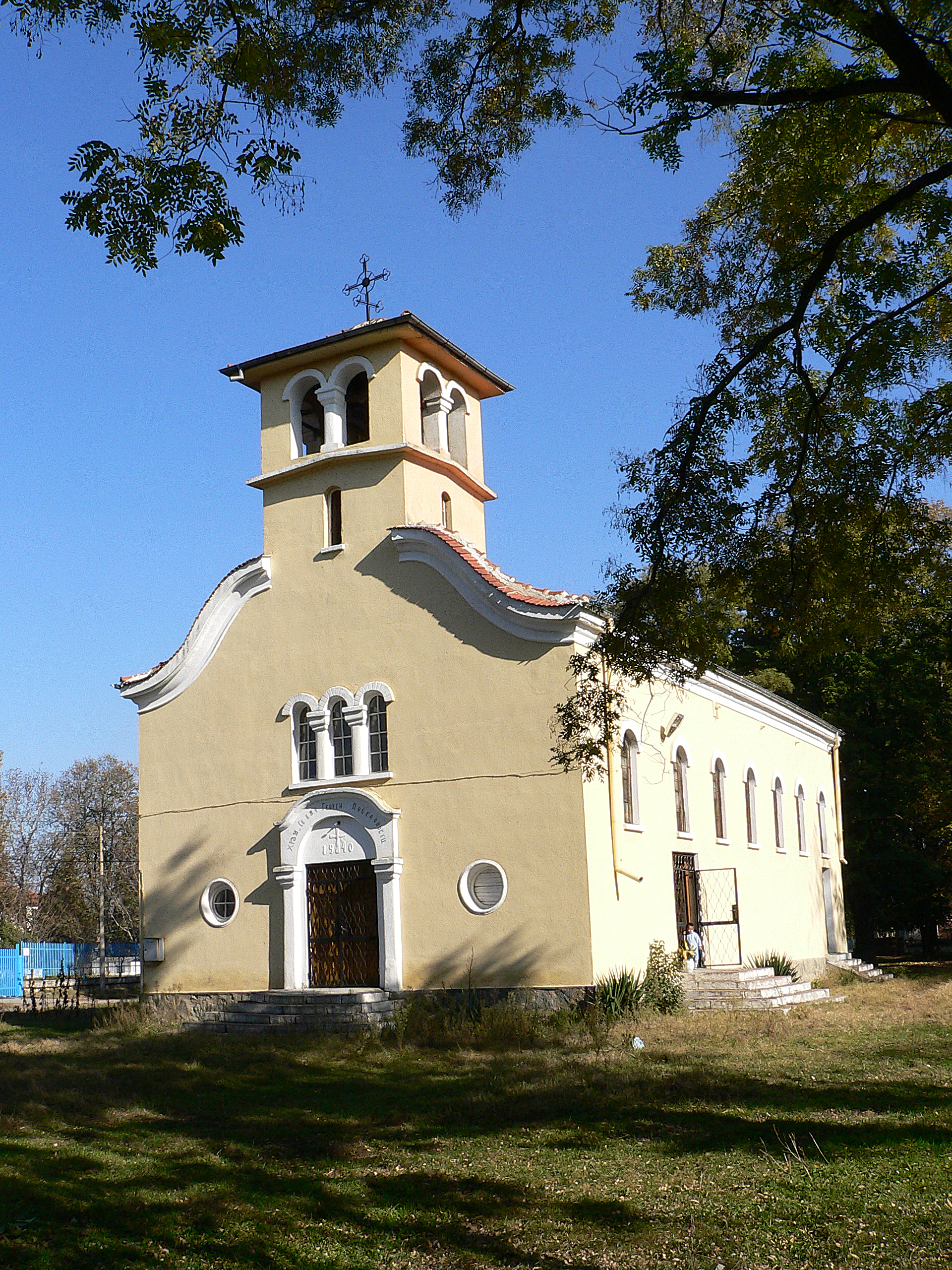
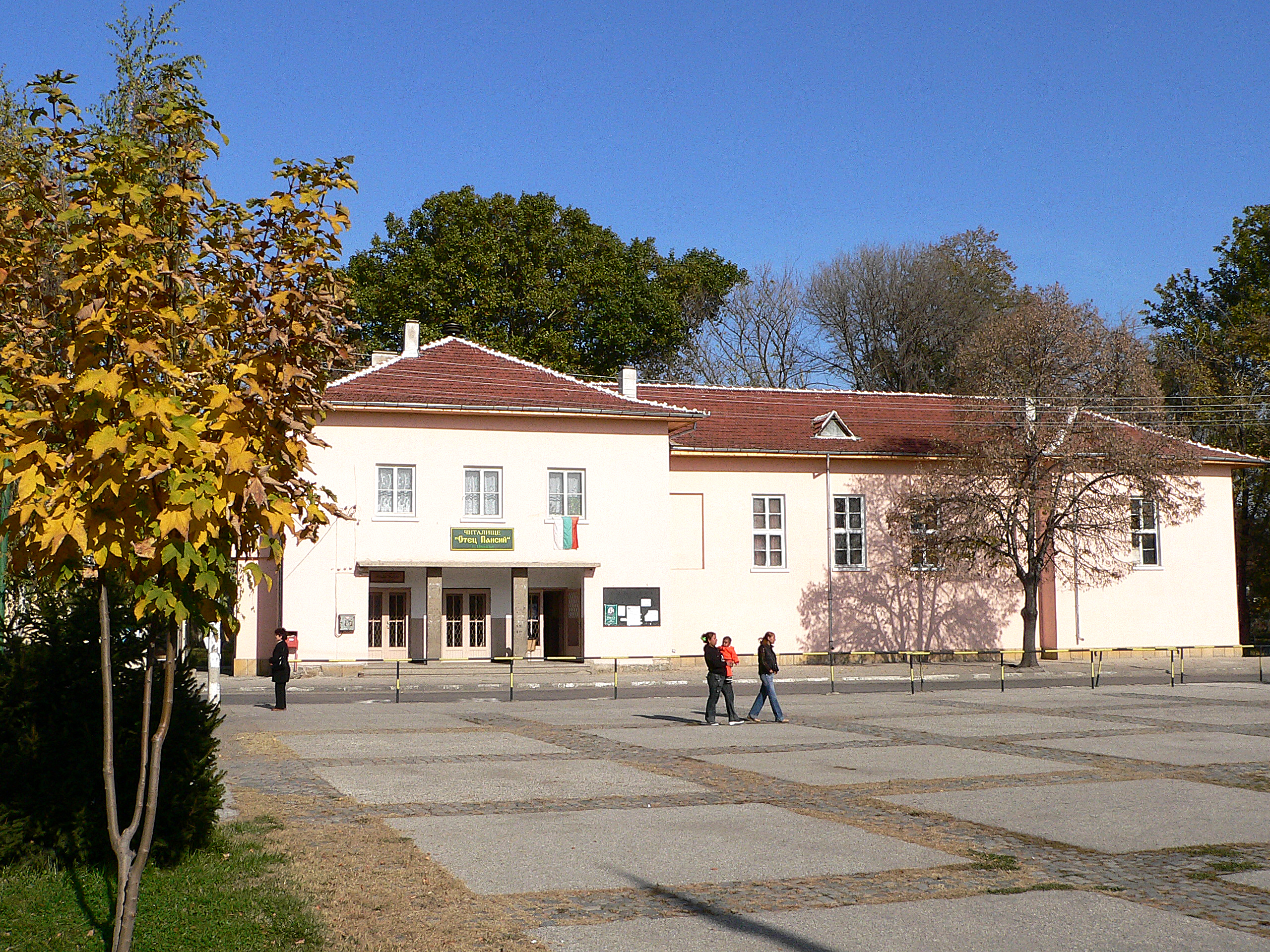